# Lista posiadaczek WWE Divas Championship

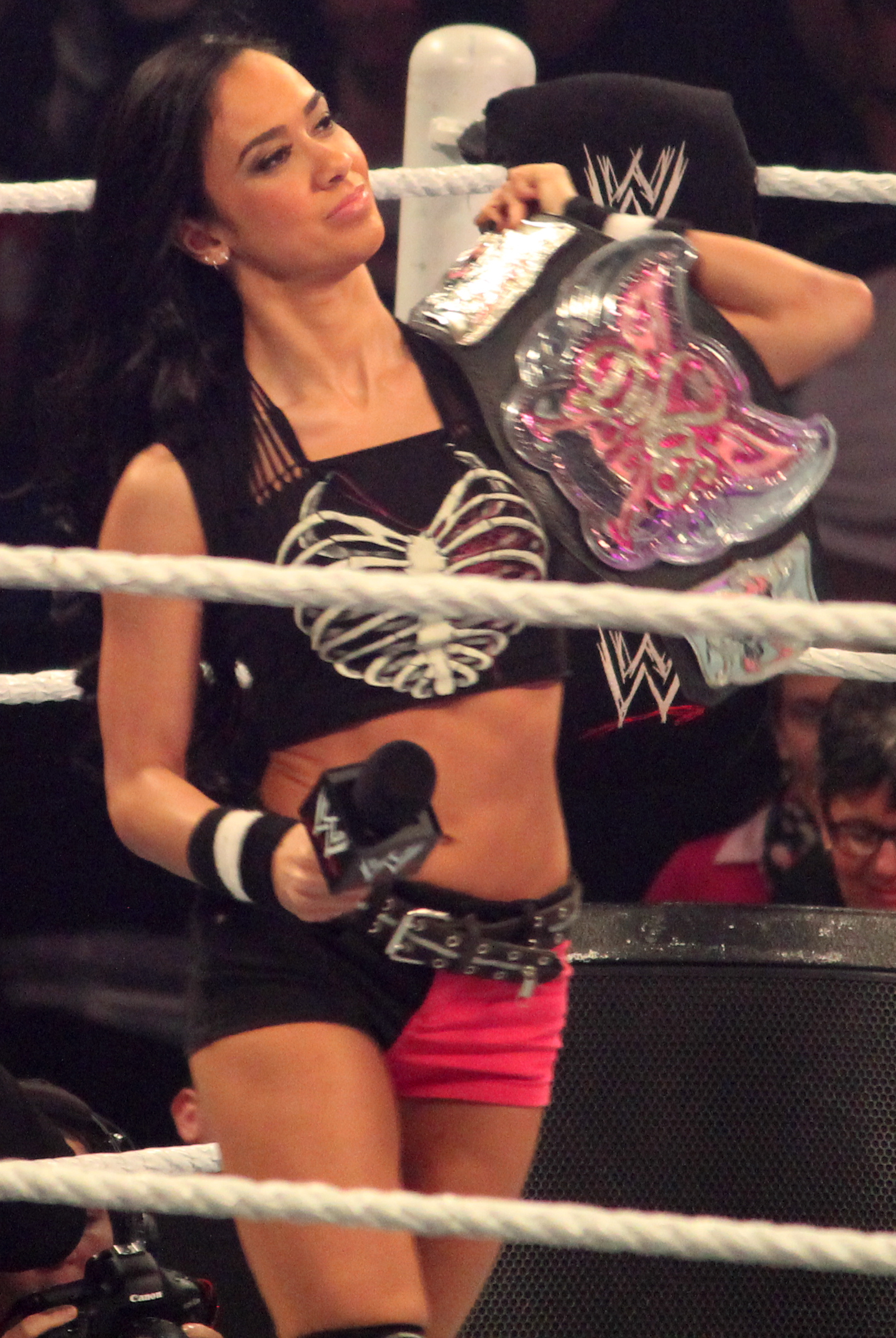
Trzykrotna mistrzyni, AJ Lee, z największą łączną liczbą dni panowania (406 dni)

WWE Divas Championship było tytułem mistrzowskim kobiet w amerykańskiej federacji wrestlingu World Wrestling Entertainment (WWE) w latach 2008–2016. Słowo „Divas” w nazwie mistrzostwa odnosiło się do określenia, jakim przez wiele lat WWE opisywało swój kobiecy roster. Podobnie jak w przypadku większości tytułów mistrzowskich we wrestlingu, zdobywczyni WWE Divas Championship była wyłaniana na podstawie ustalonego wcześniej scenariusza.
Powstanie WWE Divas Championship ogłosiła 6 czerwca 2008 generalna menadżerka SmackDown Vickie Guerrero w odpowiedzi na WWE Women’s Championship, funkcjonujące w konkurencyjnym brandzie – Raw. Pierwszą mistrzynią była Michelle McCool, która pokonała Natalyę na gali The Great American Bash (20 lipca 2008). W wyniku draftu z 2009 Maryse została przeniesiona wraz z tytułem ze SmackDown na Raw. Na gali Night of Champions (19 września 2010) Michelle McCool (WWE Women’s Championka) pokonała Melinę (WWE Divas Championka), unifikując oba tytuły na rzecz WWE Divas Championship i usuwając Women’s Championship z listy aktywnych tytułów mistrzowskich WWE.
WWE Divas Championship zostało usunięte z listy istniejących tytułów WWE na WrestleManii 32 (3 kwietnia 2016) po tym, jak członkini WWE Hall of Fame, Lita, przedstawiła nowy tytuł – WWE Women’s Championship, zastępujący Divas Championship. Tego dnia panująca mistrzyni Charlotte pokonała Becky Lynch i Sashę Banks w Triple Threat matchu, stając się pierwszą Women’s Championką i ostatnią Divas Championką.
Tytuł mistrzowski posiadało 17 zawodniczek. Eve Torres i AJ Lee sięgały po niego trzykrotnie. Największa łączna liczba dni wszystkich panowań należała do AJ Lee (406 dni), najdłuższym pojedynczym posiadaniem legitymowała się Nikki Bella (301 dni), natomiast najkrótszym Jillian Hall (5 minut).

## Historia tytułu

### Nazwy
| Nazwa                          | Lata      |
| ------------------------------ | --------- |
| WWE Divas Championship         | 2008-2016 |
| Unified WWE Divas Championship | 2010      |

### Posiadania
| Panowanie | Numer panowania przez daną mistrzynię na liście |
| Miejsce   | Miasto, w którym tytuł został zdobyty           |
| Gala      | Gala, na której mistrzyni zdobyła tytuł         |

| Nr. | Mistrzyni       | Panowanie | Data                      | Dni | Liczba dni uznanych przez WWE | Miejsce                 | Gala                         | Notka | Odn.        |
| --- | --------------- | --------- | ------------------------- | --- | ----------------------------- | ----------------------- | ---------------------------- | --- | ----------- |
| 1   | Michelle McCool | 1         | 20 lipca 2008(dts)        | 155 | 158                           | Uniondale, Nowy Jork    | The Great American Bash      | McCool pokonała Natalyę, zostając pierwszą mistrzynią. | [ 6 ]       |
| 2   | Maryse          | 1         | 22 grudnia 2008(dts)      | 216 | 211                           | Toronto, Ontario        | SmackDown                    | Maria była sędzią specjalną. Mistrzostwo przeznaczono wyłącznie dla brandu Raw 13 kwietnia 2009, kiedy to Maryse została przeniesiona ze SmackDown. Odcinek wyemitowano 26 grudnia 2008. | [ 4 ] [ 7 ] |
| 3   | Mickie James    | 1         | 26 lipca 2009(dts)        | 78  | 78                            | Filadelfia, Pensylwania | Night of Champions           | | [ 8 ]       |
| 4   | Jillian Hall    | 1         | 12 października 2009(dts) | <1  | <1                            | Indianapolis, Indiana   | Raw                          | | [ 9 ]       |
| 5   | Melina          | 1         | 12 października 2009(dts) | 84  | 83                            | Indianapolis, Indiana   | Raw                          | | [ 9 ]       |
| —   | Zawieszenie     | —         | 4 stycznia 2010(dts)      | —   | —                             | Dayton, Ohio            | Raw                          | WWE zawiesiło tytuł po tym, jak Melina odniosła kontuzję kolana. | [ 10 ]      |
| 6   | Maryse          | 2         | 22 lutego 2010(dts)       | 49  | 48                            | Indianapolis, Indiana   | Raw                          | Pokonała Gail Kim w finale ośmioosobowego turnieju, zdobywając zawieszony tytuł. | [ 11 ]      |
| 7   | Eve Torres      | 1         | 12 kwietnia 2010(dts)     | 69  | 68                            | Londyn, Anglia          | Raw                          | | [ 12 ]      |
| 8   | Alicia Fox      | 1         | 20 czerwca 2010(dts)      | 56  | 55                            | Uniondale, NY           | Fatal 4-Way                  | Był to Fatal 4-Way match, w którym również brały udział Gail Kim i Maryse. Fox przypięła Maryse i zdobyła tytuł. | [ 13 ]      |
| 9   | Melina          | 2         | 15 sierpnia 2010(dts)     | 35  | 34                            | Los Angeles, Kalifornia | SummerSlam                   | | [ 14 ]      |
| 10  | Michelle McCool | 2         | 19 września 2010(dts)     | 63  | 62                            | Rosemont, Illinois      | Night of Champions           | Był to Lumberjill match, w którym Women’s Championship zostało zunifikowane z Divas Championship. Tytuł mógł być broniony w obu brandach, zaś jego nazwa została zmieniona na Unified Divas Championship, kontynuując tradycję Divas Championship i dezaktywując tytuł Women’s Championship. Layla była nieoficjalnie współmistrzynią podczas tego panowania; broniła mistrzostwa przy różnych okazjach. | [ 4 ]       |
| 11  | Natalya         | 1         | 21 listopada 2010(dts)    | 70  | 69                            | Miami, Floryda          | Survivor Series              | Był to Handicap match, w którym również brała udział Layla jako partnerka McCool. | [ 15 ]      |
| 12  | Eve Torres      | 2         | 30 stycznia 2011(dts)     | 71  | 70                            | Boston, Massachusetts   | Royal Rumble                 | Był to Fatal 4-Way match, w którym również brały udział Layla i Michelle McCool. Eve przypięła Laylę i zdobyła tytuł. | [ 16 ]      |
| 13  | Brie Bella      | 1         | 11 kwietnia 2011(dts)     | 70  | 70                            | Bridgeport, Connecticut | Raw                          | | [ 17 ]      |
| 14  | Kelly Kelly     | 1         | 20 czerwca 2011(dts)      | 104 | 103                           | Baltimore, Maryland     | Raw                          | Był to specjalny odcinek Raw zatytułowany Power to the People, gdzie przeciwniczka Brie Belli została wybrana poprzez głosowanie fanów. Kelly Kelly zdobyła najwięcej głosów, pokonując w nim Beth Phoenix i Eve Torres. | [ 18 ]      |
| 15  | Beth Phoenix    | 1         | 2 października 2011(dts)  | 204 | 203                           | Nowy Orlean, Luizjana   | Hell in a Cell               | | [ 19 ]      |
| 16  | Nikki Bella     | 1         | 23 kwietnia 2012(dts)     | 6   | 5                             | Detroit, Michigan       | Raw                          | Był to Lumberjill match. | [ 20 ]      |
| 17  | Layla           | 1         | 29 kwietnia 2012(dts)     | 140 | 139                           | Rosemont, Illinois      | Extreme Rules                | Gdy uwaga sędziego została rozproszona, Brie Bella zamieniła się miejscami podczas walki z siostrą bliźniaczką. Chwilę później została przypięta przez Laylę. | [ 21 ]      |
| 18  | Eve Torres      | 3         | 16 września 2012(dts)     | 120 | 120                           | Boston, Massachusetts   | Night of Champions           | | [ 22 ]      |
| 19  | Kaitlyn         | 1         | 14 stycznia 2013(dts)     | 153 | 152                           | Houston, Teksas         | Raw 20th Anniversary Special | Jeśli Eve zostałaby wyliczona lub zdyskwalifikowana, straciłaby tytuł. | [ 23 ]      |
| 20  | AJ Lee          | 1         | 16 czerwca 2013(dts)      | 295 | 295                           | Rosemont, Illinois      | Payback                      | | [ 24 ]      |
| 21  | Paige           | 1         | 7 kwietnia 2014(dts)      | 84  | 84                            | Nowy Orlean, Luizjana   | Raw                          | | [ 25 ]      |
| 22  | AJ Lee          | 2         | 30 czerwca 2014(dts)      | 48  | 47                            | Hartford, Connecticut   | Raw                          | | [ 26 ]      |
| 23  | Paige           | 2         | 17 sierpnia 2014(dts)     | 35  | 35                            | Los Angeles, Kalifornia | SummerSlam                   | | [ 27 ]      |
| 24  | AJ Lee          | 3         | 21 września 2014(dts)     | 63  | 63                            | Nashville, Tennessee    | Night of Champions           | Był to Triple Threat match, w którym również brała udział Nikki Bella. | [ 28 ]      |
| 25  | Nikki Bella     | 2         | 23 listopada 2014(dts)    | 301 | 300                           | St. Louis, Missouri     | Survivor Series              | | [ 29 ]      |
| 26  | Charlotte       | 1         | 20 września 2015(dts)     | 196 | 195                           | Houston, Teksas         | Night of Champions           | Jeśli Nikki zostałaby wyliczona lub zdyskwalifikowana, straciłaby tytuł. | [ 30 ]      |
| —   | Dezaktywacja    | —         | 3 kwietnia 2016(dts)      | —   | —                             | Arlington, Teksas       | WrestleMania 32              | WWE Hall of Famerka Lita ogłosiła, że zwyciężczyni Triple Threat matchu pomiędzy Charlotte, Becky Lynch i Sashą Banks zostanie posiadaczką nowego WWE Women’s Championship, tym samym dezaktywując WWE Divas Championship. | [ 31 ]      |

## Łączna liczba posiadań

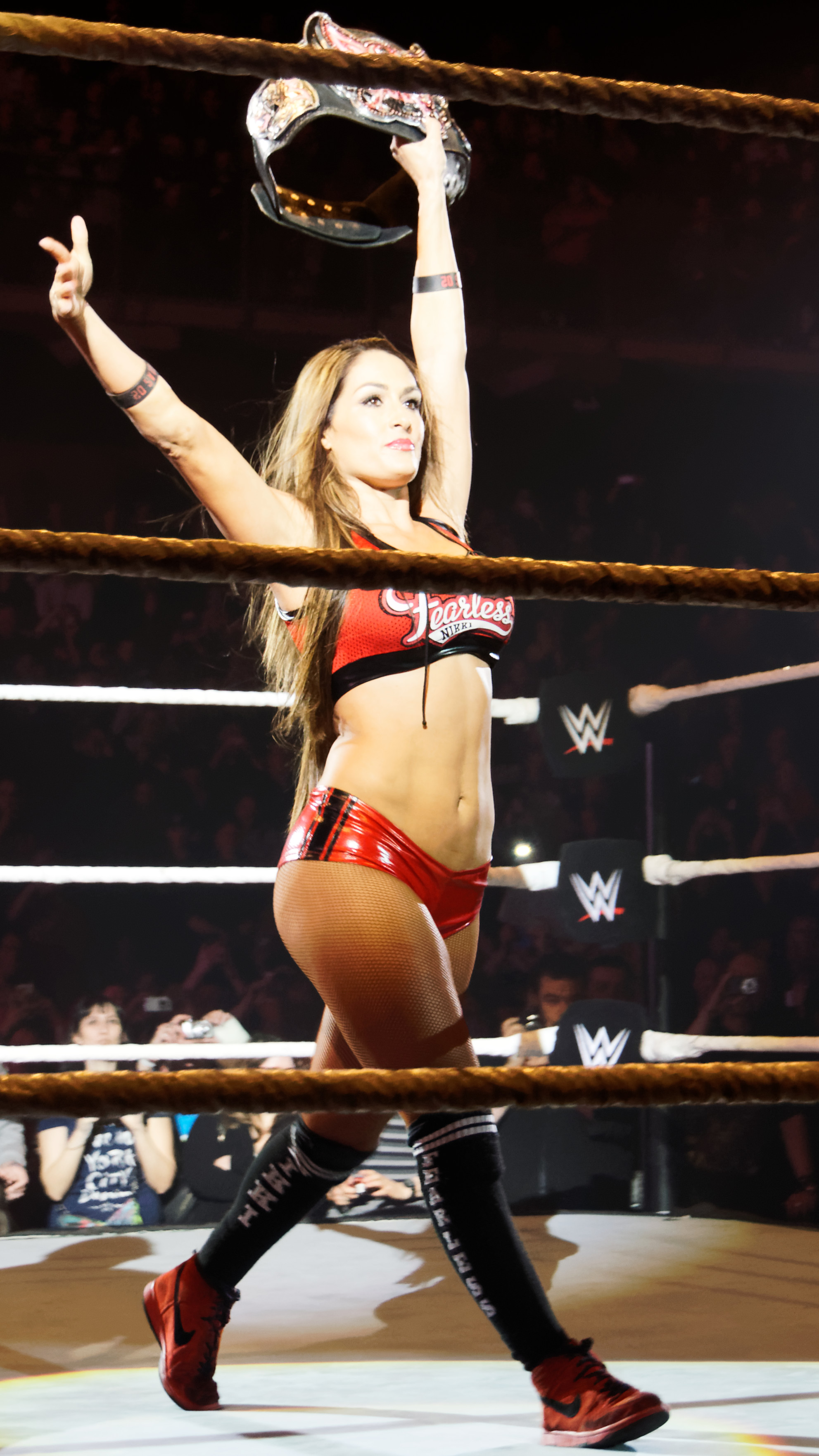
Najdłużej panująca mistrzyni – Nikki Bella (301 dni)

| Miejsce | Mistrzyni       | Liczba panowań | Razem dni | Razem dni uznawanych przez WWE |
| ------- | --------------- | -------------- | --------- | ------------------------------ |
| 1       | AJ Lee          | 3              | 406       | 405                            |
| 2       | Nikki Bella     | 2              | 307       | 305                            |
| 3       | Maryse          | 2              | 265       | 259                            |
| 4       | Eve Torres      | 3              | 260       | 258                            |
| 5       | Michelle McCool | 2              | 218       | 220                            |
| 6       | Beth Phoenix    | 1              | 204       | 203                            |
| 7       | Charlotte       | 1              | 196       | 195                            |
| 8       | Kaitlyn         | 1              | 153       | 152                            |
| 9       | Layla           | 1              | 140       | 139                            |
| 10      | Melina          | 2              | 119       | 118                            |
| 10      | Paige           | 2              | 119       | 119                            |
| 12      | Kelly Kelly     | 1              | 104       | 103                            |
| 13      | Mickie James    | 1              | 78        | 78                             |
| 14      | Brie Bella      | 1              | 70        | 70                             |
| 14      | Natalya         | 1              | 70        | 69                             |
| 16      | Alicia Fox      | 1              | 56        | 55                             |
| 17      | Jillian Hall    | 1              | <1        | <1                             |